# Crossocheilus oblongus
Cá hắc bạc (Danh pháp khoa học: Crossocheilus oblongus) là một loài cá trong họ cá Cyprinidae, chúng còn được gọi với những tên như cá bút chì, cá bút chì một sọc, cá chuồn Xiêm, cá chuồn sông là loài cá trong họ Cyprinidae xuất xứ từ Ấn Độ, Indonesia, Thái Lan.

## Đặc điểm
Chúng có kích thước lên đến 15 cm với hai màu sắc chủ đạo là đen và trắng, nhưng cũng có thể pha thêm một số màu khác. Đây là loài cá chuyên ăn rong, rêu. Chúng thích một bể cá rậm rạp nhiều gỗ lũa và đá, với nhiều cây thủy sinh để nó có thể thoải mái ăn rêu và trú ẩn trên các thân cây, cành lũa, hay khe đá. Loài thiên địch của rêu tảo này có khẩu vị rất đa dạng, chúng rất dễ tính trong việc lựa chọn thức ăn. Chúng có thể ăn hầu hết các loại thực phẩm tươi và khô.